# Luis Arce
Luis Alberto Arce Catacora (* 28. září 1963 La Paz), často označovaný jako Lucho, je bolivijský bankéř, ekonom a politik, od roku 2020 zastává funkci prezidenta Bolívie. Dříve působil jako ministr financí a později hospodářství a veřejných financí.

## Život
Narodil se 28. září 1963 v La Pazu a vystudoval ekonomii na univerzitě ve Warwicku. Jeho celoživotní práce v bankovnictví a účetnictví v centrální bance Bolívie přiměla prezidenta Evo Moralese, aby ho v roce 2006 jmenoval ministrem financí.
Více než deset let byl jako nejdéle sloužící Moralesův ministr označován za architekta hospodářské transformace Bolívie, který dohlížel na znárodnění uhlovodíkového průmyslu, rychlý růst HDP a snižování chudoby. Jeho působení ve funkci ukončila až diagnóza rakoviny ledvin, kvůli které musel opustit úřad a podstoupit léčbu v zahraničí.
Po svém uzdravení byl v lednu 2019 znovu jmenován do funkce, ale během roku na ni rezignoval v souvislosti se sociálními nepokoji, kterým země čelila. Ty krátce poté vyvrcholily Moralesovým odvoláním z funkce prezidenta kvůli obvinění z volebních podvodů.
Během přechodné vlády Jeanine Áñezové požádal o azyl v Mexiku a Argentině, kde ho Morales nominoval jako prezidentského kandidáta v následujících volbách plánovaných na rok 2020.
Během kampaně se charakterizoval jako umírněná síla, zastánce socialistických ideálů své strany, která však není podřízena jejímu vůdci Moralesovi. Získal pětapadesát procent hlasů voličů a stal se novým prezidentem země.
Byl ženatý s Jéssicou Mosqueirou s níž měl tři děti – Luise, Rafaela a Camilu. Od roku 2006 je jeho manželkou Lourdes Brigida Durán Romero, která je první dámou Bolívie.